# Escudo de Celaya
El Escudo de Armas del Municipio de Celaya fue otorgado siendo Virrey de Nueva España Francisco Fernández de la Cueva, quien confirmó la merced de la elevación de rango de esta ciudad.
El escudo se compone de un óvalo enmarcado con una banda estilizada adornada con cinco carcajes de flechas (simbolizando a las tribus indígenas sometidas) conteniendo como fondo tres franjas divididas en los colores azul, blanco y rojo, que simbolizan realeza, pureza, poder y soberanía, respectivamente.

## Descripción
La franja azul mantiene centrada la imagen de la "Purísima Concepción"; a su derecha tiene el monograma de la corona de Felipe IV. En la izquierda se encuentra una cueva, en honor del Virrey Francisco Fernández de la Cueva y Enríquez de Cabrera, quien elevara la villa a rango de Ciudad y le otorgara el título de Muy Noble y leal con el derecho de portar escudo de armas.
La franja blanca contiene una representación de los fundadores de Celaya reunidos bajo un mezquite, el cual dio sombra al primer cabildo de la ciudad.
La franja roja contiene la divisa en latín De forti dulcedo ("De los fuertes la dulzura") sobre dos brazos desnudos rindiendo los arcos, simbolismo de la pacificación de las tribus chichimecas, huachichiles y guamares.

## Estatua del Escudo
El tramo de la Carretera Panamericana, por la entrada occidente de la ciudad, se erigió una estatua con el escudo de Celaya, tomando la franja blanca como el nivel del suelo, están algunos de los fundadores que aparecen en el escudo, el mezquite y la Purísima Concepción.